# Dominik Lebschy

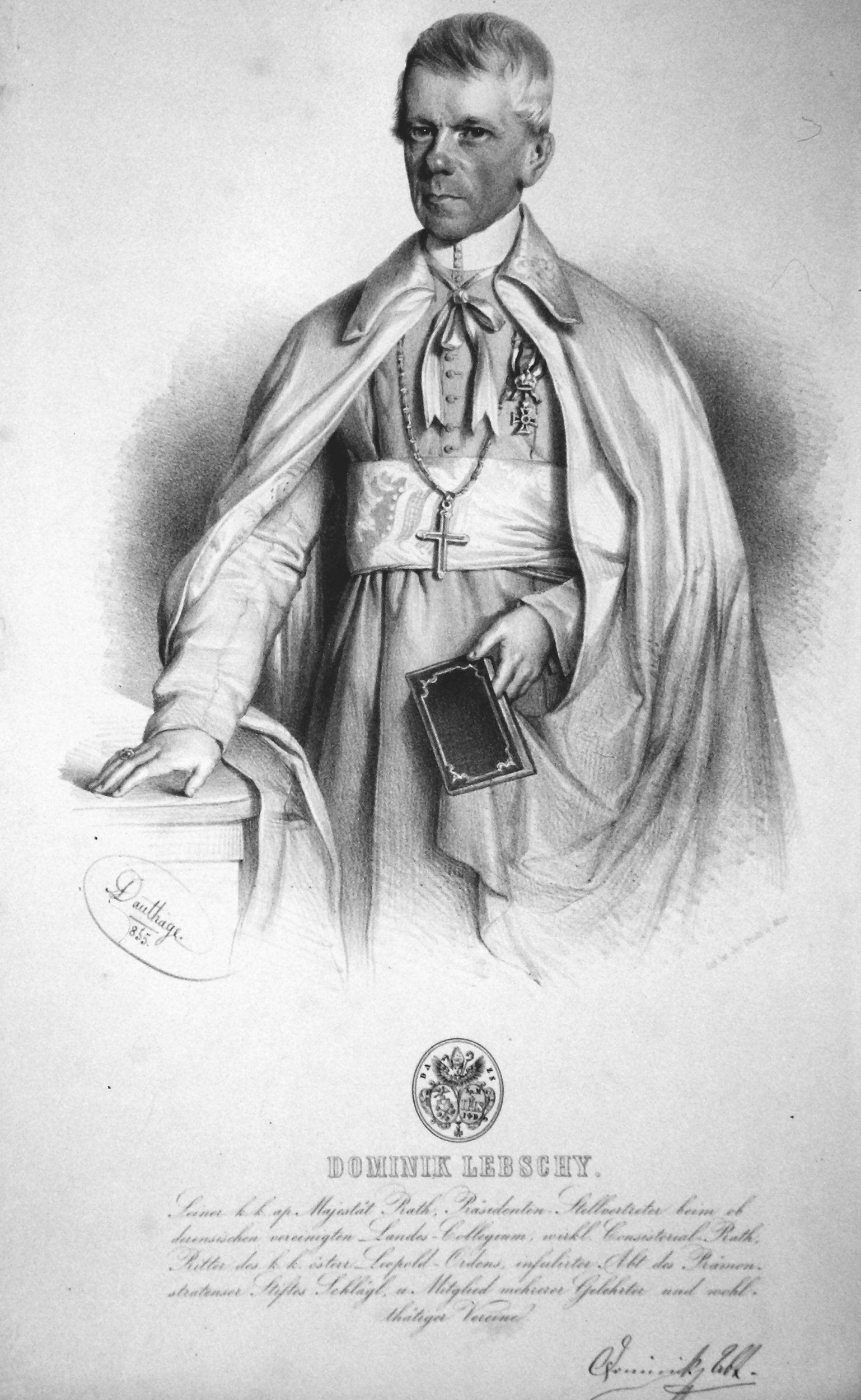
Dominik Lebschy, Lithographie von Adolf Dauthage, 1855

Dominik Anton Lebschy (gelegentlich auch Dominik Lepschy geschrieben; * 23. Oktober 1799 in Wien; † 1. Juli 1884 in Schlägl) war von 1838 bis zu seinem Tod Abt in Stift Schlägl und von 1861 bis 1868 Landeshauptmann von Oberösterreich.

## Leben

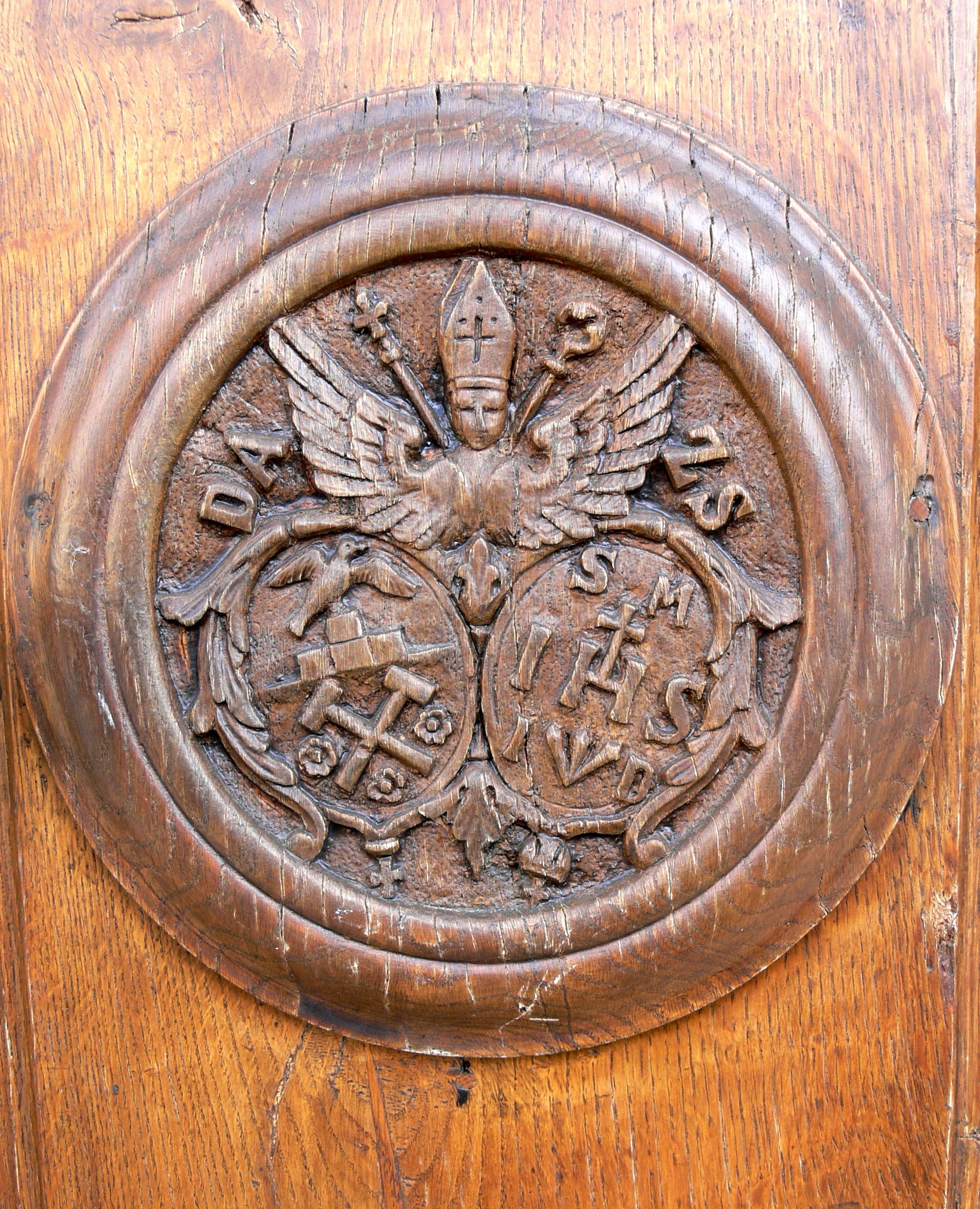
Wappen von Stift Schlägl und Abbild von Dominik Lebschy an der Tür der Kapelle in Holzschlag in der Gemeinde Klaffer am Hochficht

Lebschy war der Sohn eines Rechtsanwaltsgehilfen und wurde ganz im Sinn des damals vorherrschenden Josephinismus erzogen. Nach Abschluss des Akademischen Gymnasiums in Wien auf Ansuchen von Abt Adolf Fähtz und Vorschlag des Wiener Stadtkonvents ins Mühlviertel und trat 1820 in das Prämonstratenser Chorherrenstift Schlägl ein, studierte nach dem Noviziat am Lyzeum Linz, legte 1823 das Ewige Gelübde ab und wurde 1825 zum Priester geweiht.
Nach weiteren Studien, Erziehungstätigkeit beim Grafen von Thürheim in Schwertberg und Lehrtätigkeit am Linzer Gymnasium war er von 1833 bis 1838 als Professor der Philosophie am Lyzeum Salzburg tätig.
Nach seiner Wahl zum Abt des Stiftes Schlägl am 5. April 1838 nahm er bauliche Maßnahmen in Angriff, die dem Stift das aktuelle Aussehen gaben, wie beispielsweise die Erneuerung des Turmes (1839) und den Ausbau des Westtraktes nach einem Brand (1850). Er ließ die Kirchen von Kirchschlag, Mirotitz bei Pisek, die Pfarrhöfe von Friedberg, Kirchschlag und Ulrichsberg errichten bzw. erneuern. Für die Stiftskirche ließ er von Augustin Palme das Hochaltarbild anfertigen und erwarb kirchliche Geräte wie einen Fronleichnams-Baldachin und Paramente (Weihnachts- und Osterornat). Es gelang ihm, die Auswirkungen des Josephinismus auf das geistliche und wirtschaftliche Leben des Stiftes zu überwinden, weshalb er zu den bedeutendsten Schlägler Äbten zählt.
Er war maßgeblich an der Wiederherstellung des Ordensverbandes der Prämonstratenser beteiligt, der seit 1781 aufgelöst war. Er zog als Mitglied des Prälatenstandes in den ständischen Landtag ein und wurde 1844 Landtagskommissar und 1845 Mitglied des Verordnetenkollegiums, das er von 1849 bis 1852 leitete.
1852 wurde er Stellvertreter des Statthalters im Landeskollegium und mit Schreiben von Anton von Schmerling vom 31. März 1861 wurde er von Kaiser Franz Joseph I. zum ersten Landeshauptmann von Österreich ob der Enns nach erfolgter Verwaltungsreform ernannt. Von diesem Amt ließ er sich auf eigenes Ansuchen zum 15. Mai 1868 entheben und er trat auch als Abgeordneter zurück. In seinen letzten Lebensjahren entwickelte er einen zunehmend autoritären Führungsstil.
Lebschy war in der Leitung zahlreicher Vereine tätig u. a. beim Verein der Allgemeinen Sparcasse und beim Oberösterreichischen Kunstverein (1855 bis 1869).